# Kaori Ishihara
Kaori Ishihara (石原 夏織?, Ishihara Kaori; Chiba, 6 agosto 1993) è una doppiatrice e cantante giapponese.

## Biografia

### Carriera
La carriera di Kaori inizia nel 2008, quando entra nel gruppo di Idol "Happy!Style", particolarmente noto per occuparsi di musiche di anime e videogiochi; dopo poco tempo entra a far parte del Team DEKARIS (rimasto inattivo dal 2009) e nel 2010 del duo YuiKaori, quest'ultimo tuttora attivo. Il duo acquista molta popolarità dopo aver cantato la sigla di chiusura dell'anime Kiss×Sis e rilascia altri cinque singoli e un album.
Kaori entra presto anche nel mondo del doppiaggio: nel 2010 le viene affidato il primo ruolo importante doppiando Suzuna Ayuzawa nell'anime Kaichō wa Maid-sama! e nel 2011 in Rinne no Lagrange un ruolo da vera e propria protagonista. Successivamente entra a far parte di una nuova unit chiamata StylipS.
A partire dal 2012 tiene uno show con la seiyuu Azumi Asakura.

### Vita personale
Nel febbraio 2012 ha annunciato sul suo blog di essere entrata all'università e di volersi impegnare per far conciliare studio e lavoro.

## Doppiaggio
- Reki in Aria the Scarlet Ammo
- Yutaka Toba in Double-J
- Suzuna Ayuzawa in Kaichō wa Maid-sama!
- Milk in Mayo Chiki!
- Aladdin in Magi: The Labyrinth of Magic
- Koyomi Akejima in Planzet
- Madoka Kyono in Rinne no Lagrange
- Clara Hunt (ep. 41-42) ed Estragon (ep. 41-42, 45) in Yumeiro Pâtissière
- Kanade Sakurada in Jōkamachi no Dandelion
- Kanna Tanigawa in Ano natsu de matteru
- Ryūka Shimizudani in Saki Achiga-hen
- Mina Ōkura in Dakara boku wa, H ga dekinai.
- Murayama High School dxd
- Metis in Campione!
- Seira Otoshiro in Aikatsu! 2
- Sayu Hisanuma in Nagi no Asukara
- Shouta Magatsuchi in Miss Kobayashi's Dragon Maid
- Hitomi Tsukishiro in Iroduku: Il mondo a colori
- Masha in Tokyo Mew Mew New
- Lily Aoi in Magilumiere Magical Girls Inc.[2]
- Konoe Tsuruma in Nakaimo

### Videogiochi
- Ram/White Sister in Hyperdimension Neptunia
- Ram/White Sister in Hyperdimension Neptunia Mk2
- Welsh Cocott in Mugen Souls
- Ram/White Sister in Hyperdimension Neptunia Victory
- Karna in Ys: Memories of Celceta
- Yozakura in Senran Kagura: Shinovi Versus
- Sicily in Disgaea D2: A Brighter Darkness
- Lilian Craper in Dungeon Travelers 2: The Royal Library & the Monster Seal
- Puni in Sorcery Saga: Curse of the Great Curry God
- Welsh Cocott in Mugen Souls Z
- Veloce in Summon Night 5
- Cui Yifei in Muv-Luv Alternative: Total Eclipse
- Ram/White Sister in Hyperdimension Neptunia: Producing Perfection
- Tiara in Fairy Fencer F
- Nagisa Sakonda in Liberation Maiden SIN
- Juliet in Granblue Fantasy
- Yozakura in Senran Kagura: Bon Appétit!
- Tiara in Hyperdevotion Noire: Goddess Black Heart
- Ram/White Sister in Hyperdimension Neptunia U: Action Unleashed
- Sicily in Disgaea 5: Alliance of Vengeance
- Yozakura in Senran Kagura: Estival Versus
- Ram/White Sister in Megadimension Neptunia VII
- Nozomi Nakahara in Persona 4: Dancing All Night
- Ram/White Sister in MegaTagmension Blanc + Neptune vs Zombies
- Rei Kanazaki in School Girl/Zombie Hunter
- Ram/White Sister in Cyberdimension Neptunia: 4 Goddesses Online
- Rosalie in Super Robot Wars V
- Yozakura in Senran Kagura: Peach Beach Splash
- IJN-I26 e IJN-I25 in Azur Lane
- Yozakura in Shinobi Master Senran Kagura: New Link
- Floren in Xenoblade Chronicles 2
- Wormmon, Hudiemon, Sistermon Noir e Sistermon Ciel in Digimon Story: Cyber Sleuth - Hacker's Memory
- Yozakura in Senran Kagura Burst Re:Newal
- Rosalie in Super Robot Wars X
- Sheila in Dragalia Lost
- Imperatrice in Dragon Marked for Death
- Sicily in Disgaea RPG
- Heavyrain in Arknights
- Elfie in Blaster Master Zero Trilogy: MetaFight Chronicle
- Ram/White Sister in Neptunia: Sisters VS Sisters
- Frima e Soldier EG in Goddess of Victory: Nikke
- Sicily in Disgaea 7: Vows of the Virtueless